# Diane Guerrero
Diane Guerrero (Nova Jersey , 21 de julho de 1986) é uma atriz estadunidense reconhecida por interpretar Maritza Ramos em Orange Is the New Black e Lina em Jane the Virgin.

## Filmografia

### Cinema
| Ano  | Título            | Papel                  |
| ---- | ----------------- | ---------------------- |
| 2011 | Ashley/Amber      | Ashley                 |
| 2011 | Festival          | Ivan Model 2           |
| 2012 | Open Vacancy      | Tatiana                |
| 2012 | Saved by the Pole | Princess               |
| 2014 | Emoticon ;)       | Amanda Nevins          |
| 2014 | My Man Is a Loser | Malea                  |
| 2015 | Beyond Control    | Tasha                  |
| 2015 | Love Comes Later  |                        |
| 2015 | Peter and John    | Lucia                  |
| 2015 | Super Clyde       | Maddy                  |
| 2021 | Encanto           | Isabela Madrigal (Voz) |

### Televisão
| Ano         | Título                           | Papel            |
| ----------- | -------------------------------- | ---------------- |
| 2011        | Body of Proof                    | Sara Gonzales    |
| 2012        | Are We There Yet?                | Stacey           |
| 2013 - 2019 | Orange Is the New Black          | Maritza Ramos    |
| 2013        | Pushing Dreams                   | Lynette Melendez |
| 2013        | Blue Bloods                      | Carmen           |
| 2013        | Person of Interest               | Ashley           |
| 2014        | Taxi Brooklyn                    | Carmen Lopez     |
| 2014 - 2019 | Jane the Virgin                  | Lina             |
| 2019 - 2023 | Doom Patrol (série de televisão) | Crazy Jane       |